# Mont Séïr
Le mont Séïr ou montagne de Séïr (hébreu : הַר-שֵׂעִיר; Har Se'ir ; s'r en langue hébraïque canonique, vocalisé en sari ou saru, soit « seigneur » en akkadien). Il désigne une région montagneuse où selon la Bible Ésaü et les siens se sont installés après avoir quitté le pays de Canaan. Son nom vient de Séïr, le Horien, dont les fils habitaient le mont. Les enfants d'Esaü luttèrent contre ceux-ci et finirent par prendre des femmes parmi ce peuple qui vivait dans les grottes.
Il est aussi dit être le lieu où « les Amalek qui avaient fui » furent annihilés par cinq cents Siméonites.